# Maddalena giacente
La Maddalena giacente, o Maddalena distesa, è una scultura in marmo realizzata dallo scultore veneziano Antonio Canova tra il 1819 e il 1822. Il modello in gesso di questo capolavoro viene conservato presso la Gipsoteca canoviana di Possagno.

## Storia
L'opera fu commissionata nel 1819 da Robert Banks Jenkinson, Lord Liverpool, allora Primo Ministro Britannico (dal 1812 al 1827), e comprata al prezzo di dodicimila sterline. Il modello in gesso è conservato nella gipsoteca canoviana con l'annotazione 1819 nel mese di settembre; esiste anche un bozzetto realizzato in terra cruda. Realizzata tra il 1819 e il 1822, Canova ne scrisse così in una lettera a Quatremère de Quincy: «Esposi un altro modello di una seconda Maddalena, distesa in terra e svenuta quasi per eccesso di dolore di sua penitenza: soggetto che piace moltissimo, e che mi ha fruttato molto compatimento ed elogi assai lusinghieri».
Finì all'asta nel 1852 da Christie's. Da allora sparì, perdendo la sua attribuzione allo scultore, dopodiché il suo ricordo cadde nell'oblio e fu considerata perduta. Nel 2002 la scultura fu venduta a un'asta comune di sculture per giardino, senza attribuzione: i nuovi proprietari sono una coppia inglese, ignara del suo reale valore.
Nel 2022 l'opera, posizionata come elemento decorativo in un giardino privato, viene riscoperta dopo 200 anni come opera originale di Canova. Nel luglio dello stesso anno viene messa all'asta da Christie's, ma non viene acquistata.

## Descrizione
(Melchior Missirini, Della vita di Antonio Canova, 1824, p. 111)
Riprendendo il soggetto della Maddalena, appropriato alla resa del nudo, Canova scolpì per il prestigioso committente la santa come figura di penitente distesa, abbandonata su una roccia e priva di sensi. La figura è rappresentata seminuda ed ha le gambe coperte da un morbido panno, avvolto leggermente intorno ai fianchi. È riversa a terra in una posa di abbandono languido, con la testa reclinata a un lato e la bocca socchiusa, quasi dimentica di sé e in un abbandono delle membra proprio di chi ha perduto per sempre ogni vigore fisico. Appoggiata su un rialzo roccioso, lo sguardo estatico e il volto solcato dalle lacrime rafforzano il patetismo della figura, nella quale convergono sensualità e forte sacralità.